# 1-я гвардейская стрелковая дивизия народного ополчения (Володарского района)
1-я гвардейская Ленинградская стрелковая дивизия народного ополчения (Володарского района) — воинское соединение РККА СССР в Великой Отечественной войне

## История
Дивизия формировалась с 20 июля 1941 года в Ленинграде из добровольцев, 1-й и 2-й стрелковые полки были укомплектованы преимущественно трудящимися Володарского района, 3-й стрелковый и артиллерийский полки, а также отдельные батальоны — трудящимися Куйбышевского района. Численность дивизии составила 10815 человек. На вооружении дивизии к 8 августа 1941 года помимо винтовок, имелось: автоматических винтовок — 162, станковых пулемётов — 108, ручных пулемётов — 162, пушек 76 мм — 28, гаубиц 122 мм — 4, (по штату 8), миномётов 120 мм — 6, 82 мм — 18 и 50 мм — 54.
В составе действующей армии с 18 июля 1941 по 21 сентября 1941 года.
29 июля 1941 года выступила из Ленинграда маршем на Пулково. На 10 августа 1941 года находилась в Красном Селе, грузилась в эшелон. 11 августа 1941 года разгрузилась в Волосово, заняла позиции в 5-6 километрах от Волосово в районе станции Вруда. Рядом занял позиции 1-й танковый полк.
Первый бой приняла вечером 11 августа 1941 года, переходила в контратаки, временами успешные, частично воевала в окружении. До 14 августа 1941 года ведёт бои. С 14 августа 1941 года началось массовое бегство ополченцев с позиций, к 16 августа 1941 года в панике отступила в Волосово. В дивизии оставалось не более 50 % от первоначального состава. 18 августа 1941 года в боях под Волосово 1-я батарея 88-го артиллерийского полка под командованием лейтенанта В. П. Кузанова была атакована 24 танками противника. Огнём батареи было выведено из строя 11 танков. К 21 августа 1941 года отошла в Ропшу.
Из приказа № 001 войскам Кингисеппского оборонительного участка обороны «О борьбе с паникёрами и трусами».

… 1 сп 1 гвардейской ДНО растерял свои подразделения и не смог оказать фашистским полчищам необходимого отпора…
… 1-я гв. ДНО и 281 сд из-за паники и трусости в боях 16 — 17 августа растеряли большинство личного состава…— Битва на кингисеппском направлении
5 сентября 1941 года с марша вступила в бой у деревни Новый Бор, на пути к Дятлицам. 8 сентября 1941 года ведёт бои за Ропшу c 291-й пехотной дивизией. Была выбита из Ропши, 11 сентября вновь атаковала город, отбила его. Атаку возглавлял командир полка дивизии В. Ф. Маргелов. Продолжает бои за город вместе с 76-м латышским стрелковым полком. На 14 сентября 1941 года обороняет деревню Михайловку (положение на карте) возле Ропши. Оставив Ропшу, под ударами противника отходит на север-восток к Ораниенбауму

… Некомплект в людях, вооружении и транспортных средствах достигает в 1-й гвардейской дивизии таких размеров, что фактически она представляет собой лишь стрелковый батальон. Это положение усугубляется ещё и тем, что личный состав дивизии не выходит из ожесточённого боя продолжительное время и крайне утомлён.
Командование дивизии свело до минимума численность тыловых эшелонов, направив в строевые части всех военнообязанных людей. В результате произведённой передвижки личного состава стрелковые части дивизии насчитывали: 1-й СП — 100 человек, 2-й СП — 400 человек, 3-й СП — 200 человек. Помимо винтовок в частях имеется станковых пулемётов — 6, ручных пулемётов — 30, миномётов — 32.— Политдонесение № 77 Политического управления Ленинградского фронта от 15 сентября 1941 г.
21 сентября 1941 года переименована в 80-ю стрелковую дивизию

## Состав
- 1-й стрелковый полк
- 2-й стрелковый полк
- 3-й стрелковый полк
- артиллерийский полк
- танковый батальон
- отдельный зенитный артиллерийский дивизион
- разведывательный батальон
- сапёрный батальон
- отдельный батальон связи
- медико-санитарный батальон
- автотранспортная рота
- полевая хлебопекарня
- полевая почтовая станция
- полевая касса Госбанка

## Подчинение
| Дата            | Фронт (округ)       | Армия                                   | Корпус | Примечания |
| --------------- | ------------------- | --------------------------------------- | ------ | ---------- |
| 10.07.1941 года | Северный фронт      | Ленинградская армия народного ополчения | -      | -          |
| 01.08.1941 года | Северный фронт      | -                                       | -      | -          |
| 01.09.1941 года | Ленинградский фронт | Копорская оперативная группа            | -      | -          |

## Командиры
- Фролов, Иван Михайлович, полковник — (20.07.1941 — 21.09.1941)

## Память
- Мемориальная доска на доме, где формировалась дивизия (Санкт-Петербург, Набережная реки Мойки, дом 48) (положение на карте)